# Sun Yaoting
Sun Yaoting (孙耀庭; 29 de septiembre de 1902 – 17 de diciembre de 1997) fue el último eunuco chino en entrar al servicio de la corte imperial. Cuando murió a la edad de 94 años, era el último eunuco chino de la historia.

## Biografía
Nacido en el seno de una familia pobre de Tianjin que sufría de la intimidación del dueño de la aldea que les robó el campo y quemó la casa familiar, Sun Yaoting fue castrado con una navaja por su padre a la edad de ocho años, sin anestesia y solo con papel empapado en aceite como vendaje y para detener la hemorragia. Sí conseguía hacerse influyente, podría vengarse del abusador terrateniente, ya que se suponía que la amputación le aseguraría un futuro mejor, siendo los eunucos los únicos que podían trabajar al servicio personal del emperador y su familia porque al no poder procrear, no estarían tentados de tomar el poder para fundar una dinastía. Se le insertó el cañón de una pluma de ganso en la uretra para evitar que se cerrara mientras sanaba la herida. Permaneció inconsciente durante tres días y apenas pudo moverse durante dos meses. Sin embargo, el último emperador de China, Puyi, fue depuesto solo unos meses después. Aun así llegó a Pekín y se convirtió en ayudante del tío del emperador durante los años siguientes, cuando la familia imperial permanecía enclaustrada en la Ciudad Prohibida, llevando una vida despreocupada alejada de las convulsiones del país, antes de su expulsión durante el Golpe de Pekín de 1924.  Para entonces Sun Yaotin ya era asistente de la emperatriz, y siguió a la familia imperial a Manchuria cuando los japoneses colocaron al último emperador chino en el trono del estado títere de Manchukuo.
Después de la proclamación de la República Popular China en 1949, Sun Yaoting se convirtió en oficial comunista antes de ser deportado a un laogai durante la Revolución Cultural, ya que los comunistas veían a los eunucos como monstruos de un pasado odiado. Fue durante este período que su familia, por temor a las represalias de la Guardia Roja, tiró el frasco que contenía los restos en conserva de sus genitales. De hecho, era tradicional entre los eunucos conservarlos para ser enterrados con ellos y así poder reencarnarse como un hombre completo; apesadumbrado, dijo al respecto: “Cuando muera, volveré como un gato o como un perro”.  Terminó su vida en un antiguo monasterio budista.
Tenía un hijo adoptivo y un nieto de este. Durante toda su larga vida, nunca dejó de deplorar la caída del sistema imperial al que se mantuvo fiel a pesar de todo. 

## En la cultura popular
- Lai Shi, el último eunuco de China, película de Hong Kong de 1987 sobre su vida.
- El último eunuco de China: La vida de Sun Yaoting, biografía de 1992 de Jia Yinghua.